# سیارک ۳۰۰۲
سیارک ۳۰۰۲ (به انگلیسی: 3002 Delasalle، نامگذاری:1982FB3) سه هزار و دومین سیارک کشف شده‌است که در ۲۰ مارس ۱۹۸۲ کشف شد.
قدر مطلق سیارک برابر ۱۲٫۸۰ است.